# Himmelmark Sø
Himmelmark Sø (dansk) eller Hemmelmarker See (tysk) er en sø i det nordlige Tyskland, beliggende lidt øst for godset Himmelmark i Barkelsby. Barkelsby ligger på halvøen Svansø (Sydslesvig) i delstaten Slesvig-Holsten. Søen har en total overflade på 82 ha og en maksimal dybde på 6,2 m. Den samlede længde af søens bred er på 4,2 km. Søen har afløb i Egernførde Fjord (Egernfjord). En smal landtange adskiller søen fra havet.
Øst for søen lå indtil 1900-tallet landsbyen Sofiero (Sophienruhe) .